# Boys (песня The Shirelles)
См. также другие значения.
«Boys» (рус. Мальчики) — песня, написанная американскими авторами Лютером Диксоном и Уэсом Фарреллом, впервые исполненная американской женской группой The Shirelles (песня вышла на стороне «Б» их сингла «Will You Love Me Tomorrow» в 1960-м году). Песня широко известна благодаря кавер-версии группы «Битлз», вышедшей в составе их первого альбома Please Please Me.

## Версия «Битлз»
Группа записала свою версию песни для своего первого альбома Please Please Me. Запись состоялась 11 февраля 1963 года (во время этой сессии группа записала 10 песен для альбома). Основную вокальную партию исполнил Ринго Старр — это была его первая запись с «Битлз» в роли ведущего вокалиста. Кроме этой песни «Битлз» включили в свой первый альбом ещё одну песню группы The Shirelles — «Baby It's You». Песня была записана с первого и единственного дубля.
При записи и исполнении песни (текст которой был изначально написан от женского лица) участники группы не брали во внимание возможный гомосексуальный контекст, однако они изменили местоимения, имеющие отношения к полу. В октябре 2005 года Пол Маккартни в интервью журналу «Rolling Stone» заявил следующее: «Это действительно была девчоночья песня: „Я сейчас говорю о мальчиках!“. А может, это была гомосексуальная песня. Но мы даже не вслушивались. Это — просто замечательная песня. Я думаю, это просто песня о молодости — и до лампочки всё остальное. Я обожаю наивность тех дней».
Впоследствии «Битлз» записывали эту песню семь раз для BBC, однако, песня не вошла ни в один из эфиров группы.
В записи участвовали:
- Ринго Старр — вокал, ударные
- Джон Леннон — бэк-вокал, ритм-гитара
- Пол Маккартни — бэк-вокал, бас-гитара
- Джордж Харрисон — бэк-вокал, соло-гитара